# Psary (powiat Będziński)
Psary is een dorp in het Poolse woiwodschap Silezië, in het district Będziński. De plaats maakt deel uit van de gemeente Psary en telt 2800 inwoners.